# Мутева Елена
Елена Стефанова Мутева (болг. Елена Стефанова Му̀тева; 1825, Калофер, Османська імперія — 25 квітня 1854, Одеса ) — перша болгарська поетеса, перекладачка та фольклористка. Сестра Мутева Димитара.

## Життєпис
Народилася в Калофері у 1825 році. Була сестрою освітнього діяча Димитара Мутева, музиканта Ніколи Мутева та адвоката Христо Мутева.  Навчалася в Одесі, де оселилася з родиною через Кирджалійські навали. Була членом Одеського літературного гуртка, до якого також входили Найден Геров, Ботьо Петков, Сава Філаретов та Добрі Чинтулов.
У 1842 році в будинку Мутевих в Одесі відбувся перший таємний болгарський літературний конкурс. У ньому взяли участь Елена Мутева та Найден Геров. Темою конкурсу було «Поклоніння всемогутності всюдисущого Бога». Елена Мутева перемогла з одою «Бог». Найден Геров написав «Оду Богу».
Вона допомогла опублікувати «Критичні дослідження болгарської історії» Юрія Венеліна. Записувала народні пісні та легенди. Зробила свій внесок у збереження матеріалів, пов'язаних з болгарським фольклором у Чехії. Вона переклала «Райну, болгарську царицю» Олександра  Вельтмана у 1852 році та збірку східних казок «Турецькі казки», опубліковану посмертно у 1858 році.
Їй присвячено вірш Найдена Герова «Стоян і Рада». У 1858 році два її вірші – «Бог» та «Байка» – були опубліковані посмертно в журналі «Български книжици» її братом Димитром Мутевим.
Померла від туберкульозу 25 квітня 1854 року в Одесі.